# بيل طومسون
بيل طومسون (بالإنجليزية: Bill Thompson)‏ (و. 1913 – 1971 م) هو ممثل، وممثل دُبلاج، من الولايات المتحدة الأمريكية، ولد في تير هوت، توفي في كولفير سيتي، لوس أنجليس، كاليفورنيا، عن عمر يناهز 58 عاماً بسبب نوبة قلبية.

## وصلات خارجية
- بيل طومسون على موقع IMDb (الإنجليزية)
- بيل طومسون على موقع ألو سيني (الفرنسية)
- بيل طومسون على موقع ميوزك برينز (الإنجليزية)
- بيل طومسون على موقع أول موفي (الإنجليزية)
- بيل طومسون على موقع قاعدة بيانات الأفلام السويدية (السويدية)
- بيل طومسون على موقع ديسكوغز (الإنجليزية)
- بيل طومسون على موقع قاعدة بيانات الفيلم (الإنجليزية)
- بيل طومسون على موقع كينوبويسك (الروسية)